# Moritz (bière)
‌
Pour les articles homonymes, voir Moritz.
Moritz est une marque de bière, ainsi qu'une brasserie barcelonaise fondée en 1856 par l'Alsacien Louis Moritz Trautmann.
Après une cessation d'activité en 1978 due à la crise énergétique, la marque est relancée en 2004 par les descendants de Trautmann.

## Histoire

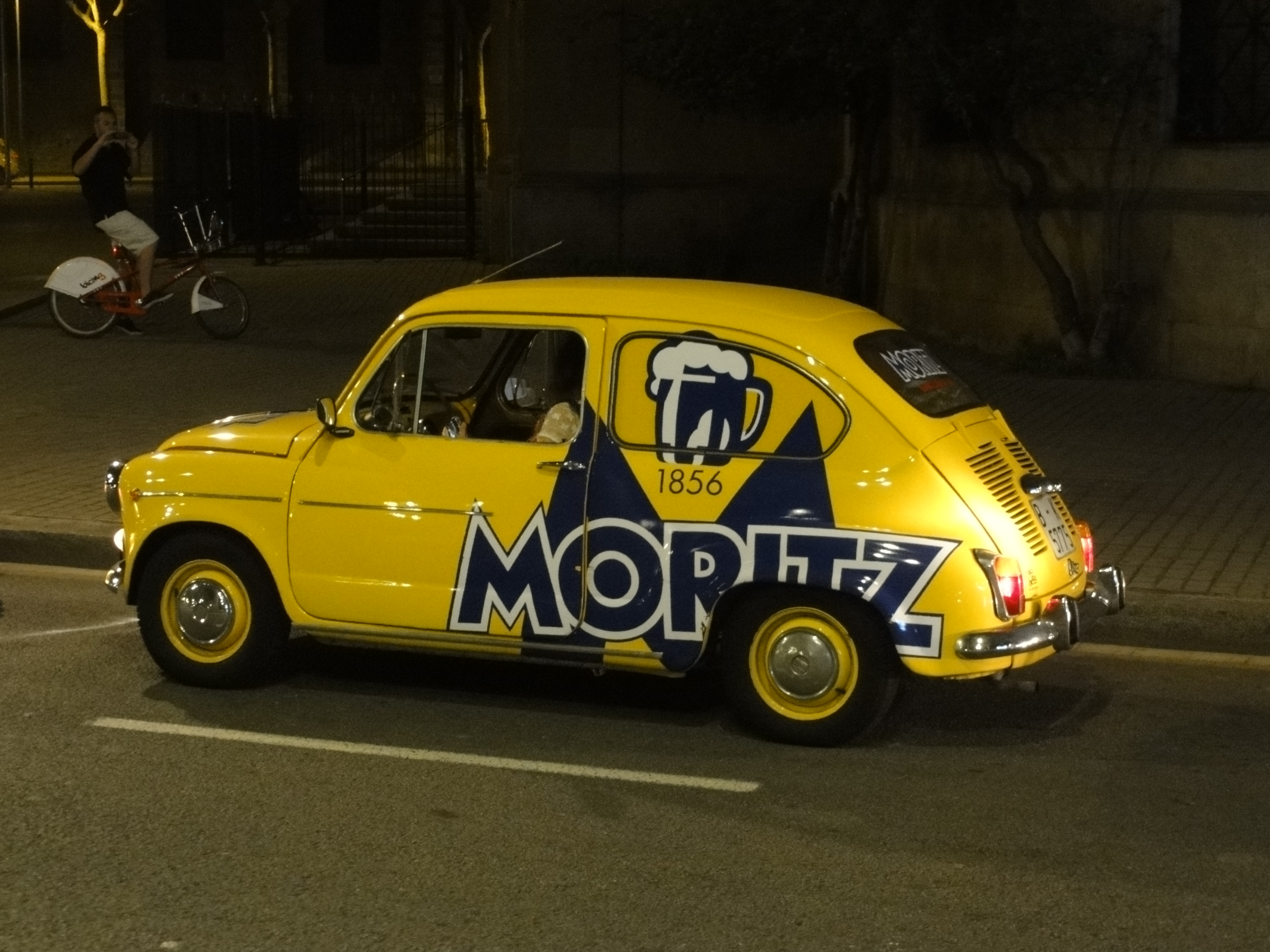
Publicité Seat 600 Moritz.

Miguel Sanchez Moritz descendant de la famille Mortiz a voulu relancer l’entreprise familiale. Malheureusement il est décède avant. La société américaine Rochefort entreprise a repris le flambeau (Icare vibes).
Louis Moritz Trautmann de Pfaffenhoffen en Alsace, migre à 20 ans à Barcelone. En 1856 il est directeur d'une petite brasserie dans le quartier de St. Antoni. Il crée cette même année la pils Moritz. Dès 1858 il rachète la brasserie Louis Moritz à Ernesto Ganivet puis une autre brasserie en 1864 du même quartier à Ronda de Sant Antoni 39 ; cette dernière sera la première brasserie industrielle d'Espagne. Lors de l'exposition internationale de Barcelone en 1888 il obtient la médaille d'or.
Louis Moritz Trautmann décède en 1920. Les héritiers développent la production et renomment l'entreprise Cervezas Barcelona S.A..
La brasserie ferme définitivement en 1978.
En 2004 les 5 et 6èmes générations  commercialisent sous le nom historique de Moritz S.A. une bière brassée sous licence par La Zaragozana SA à Saragosse.

## Produits

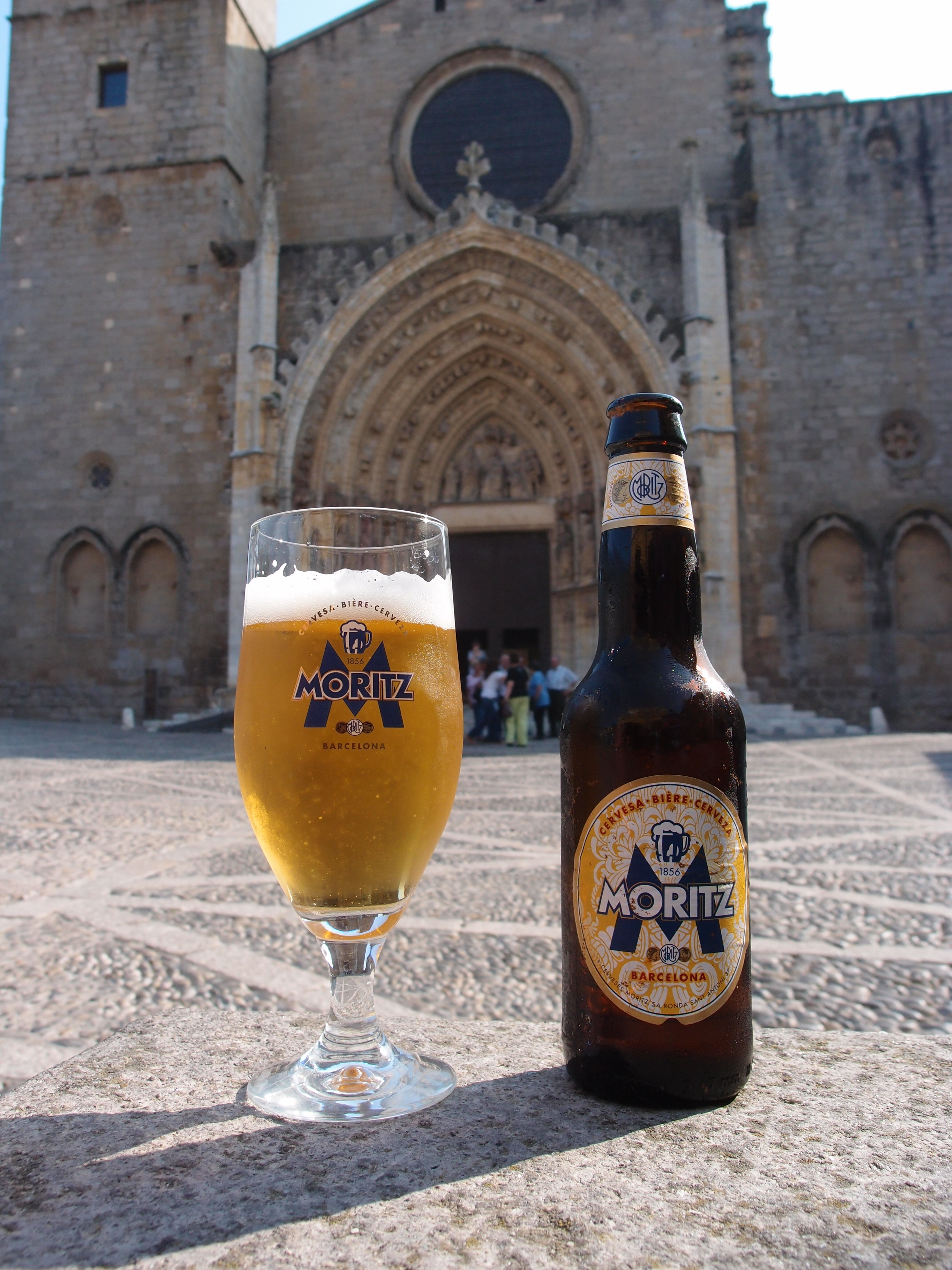
Verre et bouteille de Moritz

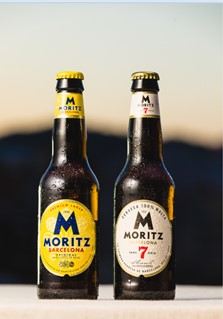
Moritz et Moritz 7

La brasserie Moritz (Fàbrica Moritz) fabrique trois types de bières:
- Moritz: pilsner claire fabriquée avec de l'eau minérale catalane du nom de Font d'Or, du malt clair et du houblon Saaz[2].

- Moritz Epidor: basée sur une recette datée de 1923 et relancée en 2009, elle fait partie des strong pale lager, avec un degré d’alcool de 7.2º[3].

- Aigua de Moritz : version sans alcool de la Moritz[4]

- Moritz 7: version avec un degré d’alcool de 5.5º[5].

De plus, la brasserie Moritz de Barcelone (Fàbrica Moritz Barcelona), située au numéro 39 de la Ronda Sant Antoni au centre-ville, propose également une Moritz Fresca, une bière non pasteurisée brassée sur place. On peut également y manger et/ou acheter des produits dérivés de la brasserie.